# Плеси, Исайас
Исайас Плеси (исп. Isaias Pleci; 27 октября 1907, Буэнос-Айрес — 27 декабря 1980) — аргентинский шахматист, международный мастер (1965).
Двукратный чемпион Аргентины (1929 и 1930). В составе национальной сборной участник 3х олимпиад (1935, 1937, 1939).
Достиг высоких успехов в чемпионатах Южной Америки по шахматам: в 1936 году стал чемпионом, по итогам предыдущего турнира взял серебро.

## Спортивные достижения
| Год  | Город        | Турнир        | +  | − | = | Результат | Место |
| ---- | ------------ | ------------- | -- | - | - | --------- | ----- |
| 1935 | Варшава      | 6-я Олимпиада | 9  | 4 | 6 | 12 из 19  |       |
| 1937 | Стокгольм    | 7-я Олимпиада | 11 | 0 | 6 | 14 из 17  | 3     |
| 1939 | Буэнос-Айрес | 8-я Олимпиада | 14 | 3 | 2 | 15 из 19  | 1     |